# Heisteria asplundii
Heisteria asplundii là một loài thực vật thuộc họ Olacaceae. Đây là loài đặc hữu của Ecuador.